# آستین ۱۰

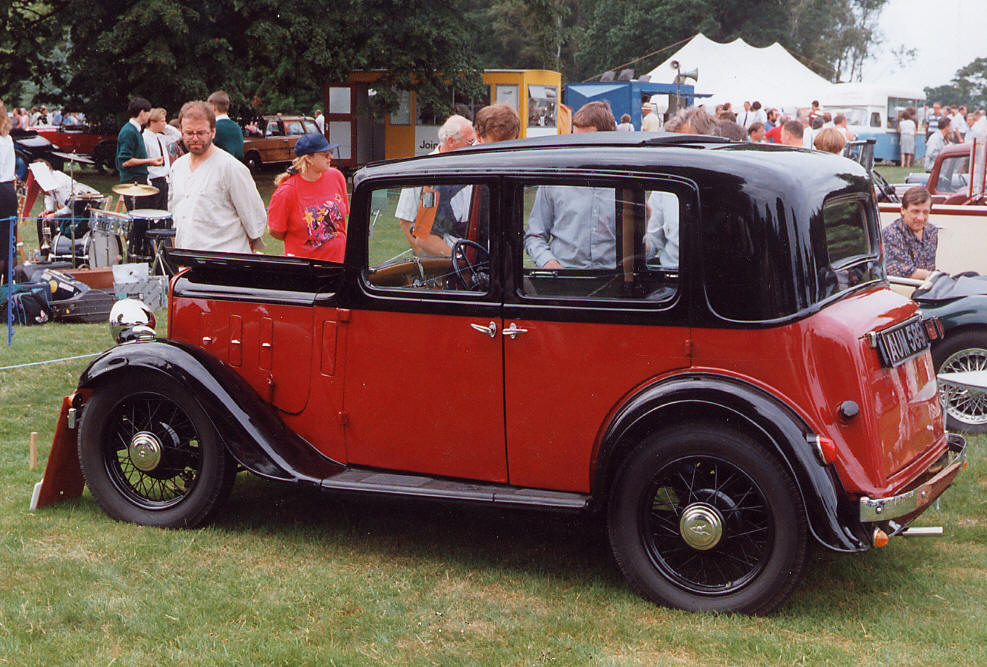

آستین ۱۰ (Austin ۱۰) خودرویی است که در سال‌های ۱۹۳۲ تا ۱۹۴۷۲۹۰،۰۰۰ تولید شده‌است.
موتور آن ۱۱۲۵ سی‌سی سیستم جعبه‌دندهٔ آن ۴ دنده به صورت دستی است.